# Liste der Automobile von Holden
Die Automarke Holden ist eine Tochterfirma von General Motors und ist der größte Autohersteller und -händler Australiens. Seit Beginn der Automobilproduktion hat das Unternehmen eine große und vielfältige Modellpalette entwickelt. Diese Liste der Automobile von Holden gibt einen Überblick über die verschiedenen Modelle.

## Holden Adventra

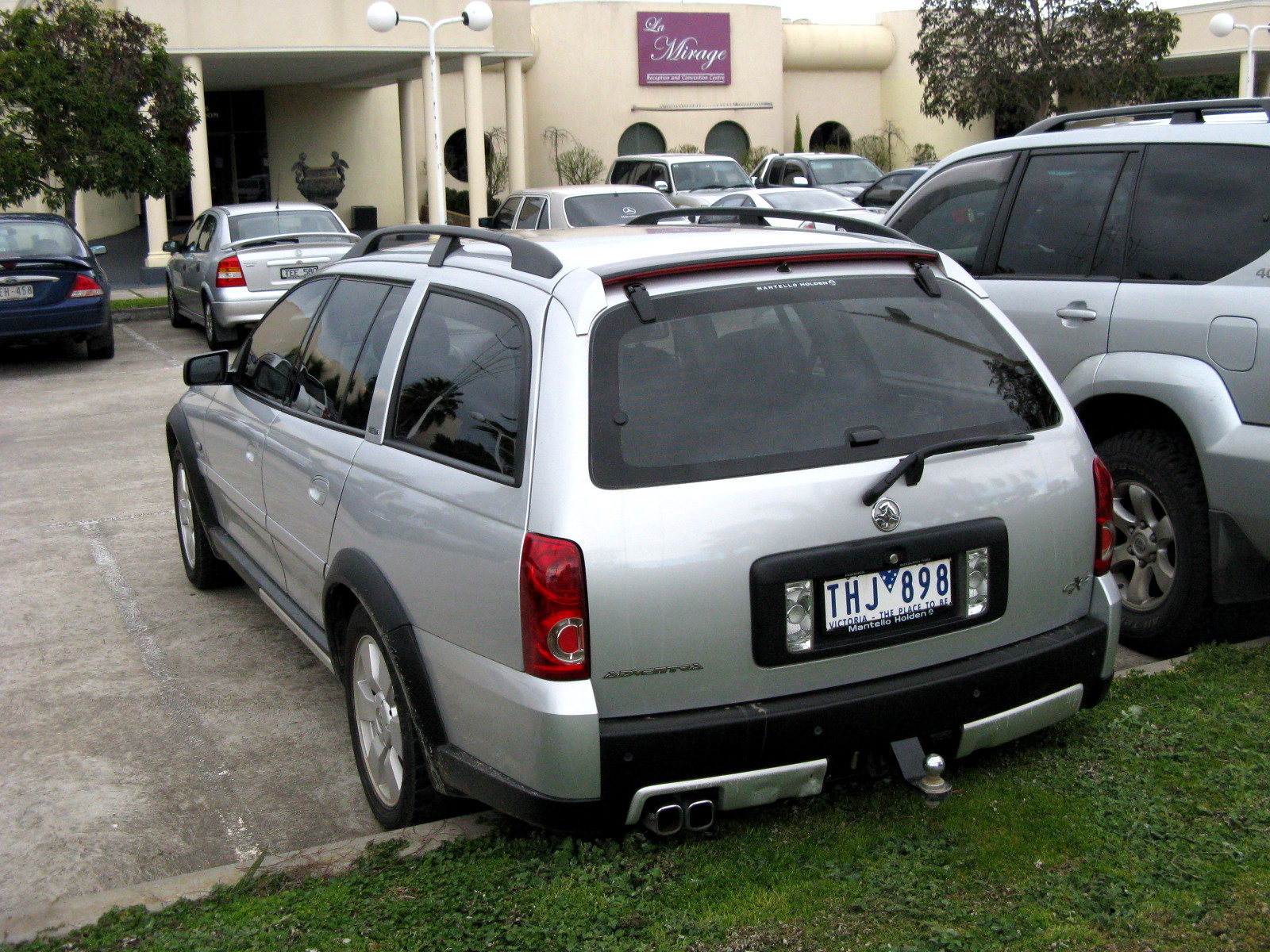
Holden VYII Adventra

| Modell      | Fahrzeugklasse | Produktion |
| ----------- | -------------- | ---------- |
| VY Adventra | Großes Auto    | 2003–2004  |
| VZ Adventra | Großes Auto    | 2004–2006  |

## Holden Apollo

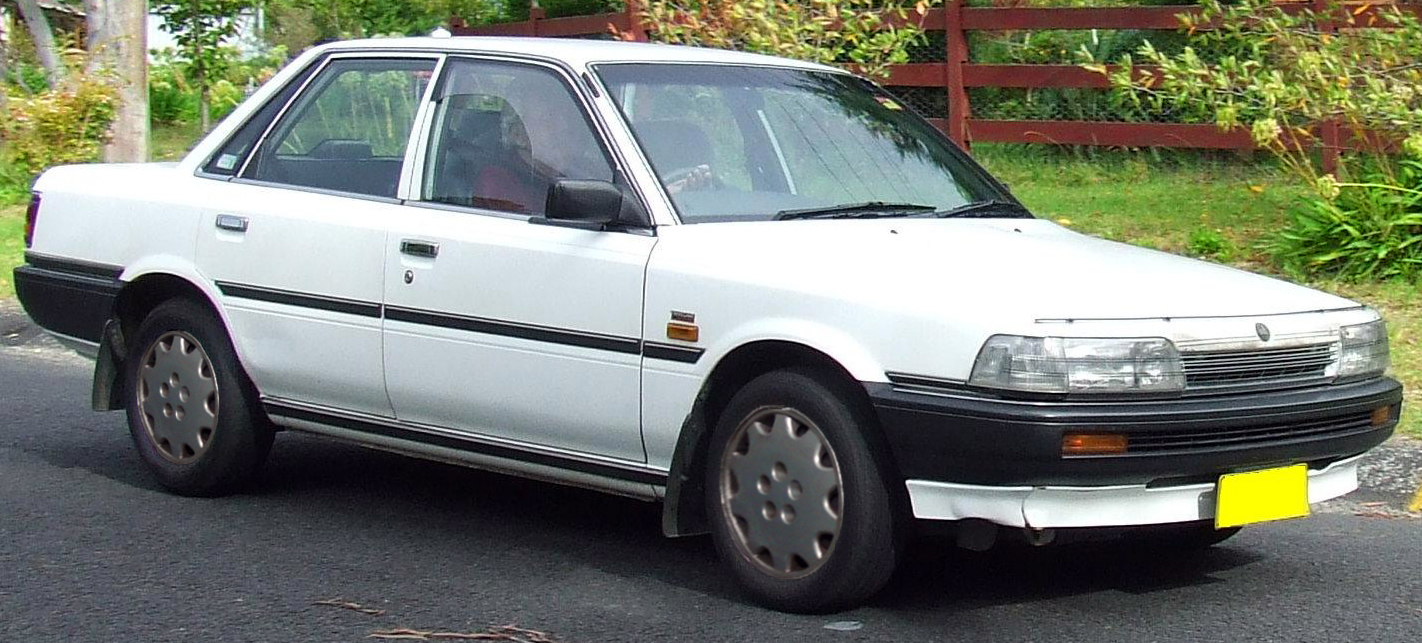
Holden Apollo (JK)

| Modell    | Fahrzeugklasse | Produktion |
| --------- | -------------- | ---------- |
| JK Apollo | Kompaktklasse  | 1989–1991  |
| JL Apollo | Kompaktklasse  | 1991–1993  |

| Modell    | Fahrzeugklasse    | Produktion |
| --------- | ----------------- | ---------- |
| JM Apollo | Mittelgroßes Auto | 1993–1995  |
| JP Apollo | Mittelgroßes Auto | 1995–1997  |

## Holden Astra

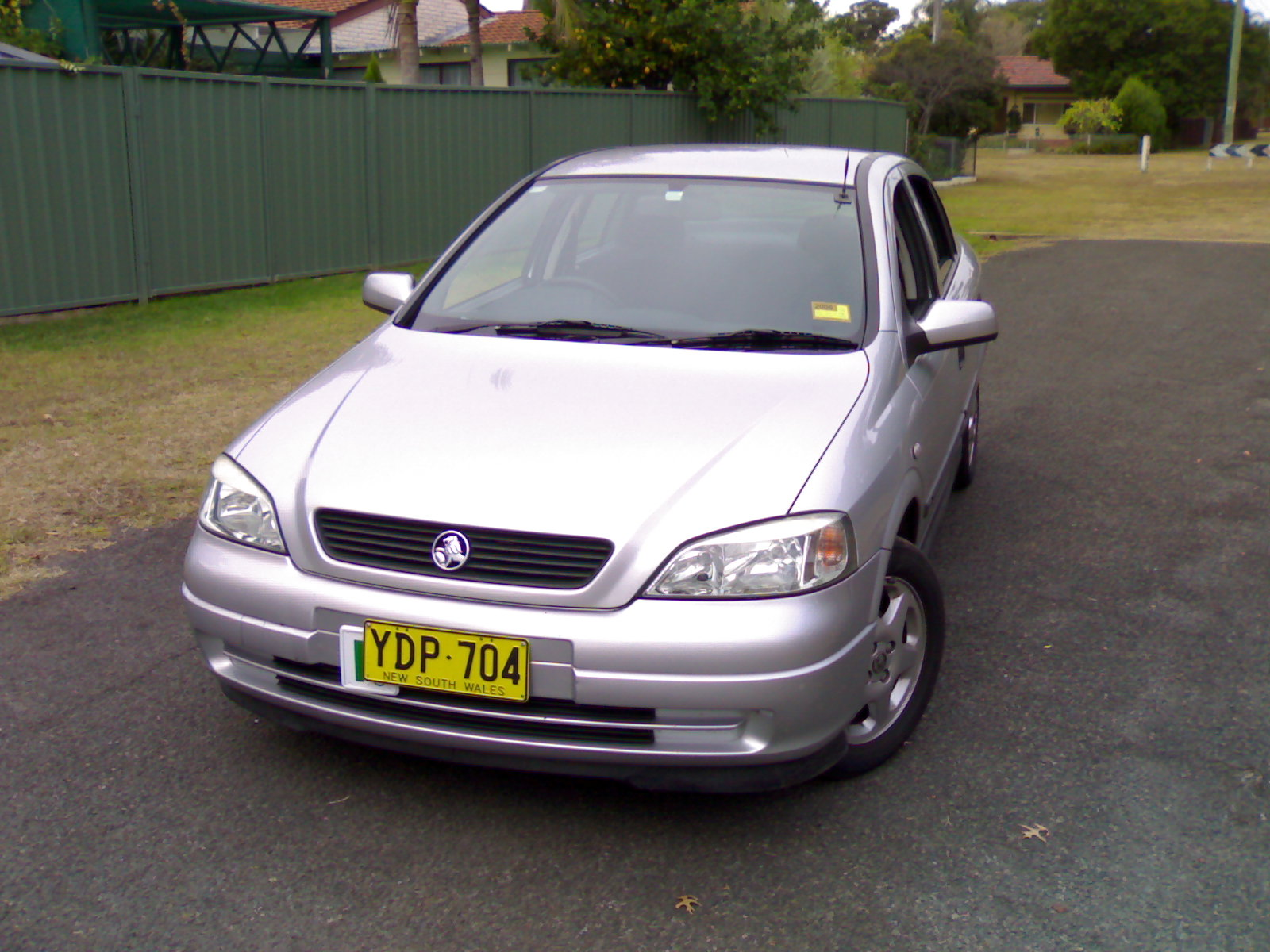
Holden TS Astra

| Modell   | Fahrzeugklasse | Produktion |
| -------- | -------------- | ---------- |
| LB Astra | Kompaktklasse  | 1984–1986  |
| LC Astra | Kompaktklasse  | 1986–1987  |
| LD Astra | Kompaktklasse  | 1987–1989  |

| Modell   | Fahrzeugklasse | Produktion |
| -------- | -------------- | ---------- |
| TR Astra | Kompaktklasse  | 1996–1999  |

| Modell   | Fahrzeugklasse | Produktion |
| -------- | -------------- | ---------- |
| TS Astra | Kompaktklasse  | 1999–2004  |

| Modell   | Fahrzeugklasse | Produktion |
| -------- | -------------- | ---------- |
| AH Astra | Kompaktklasse  | 2004–jetzt |

## Holden Barina
| Modell    | Fahrzeugklasse | Produktion |
| --------- | -------------- | ---------- |
| MB Barina | Kleinwagen     | 1985–1986  |
| ML Barina | Kleinwagen     | 1986–1988  |

| Modell    | Fahrzeugklasse | Produktion |
| --------- | -------------- | ---------- |
| MF Barina | Kleinwagen     | 1988–1991  |
| MH Barina | Kleinwagen     | 1991–1994  |

| Modell    | Fahrzeugklasse | Produktion |
| --------- | -------------- | ---------- |
| SB Barina | Kleinwagen     | 1994–2001  |

| Modell    | Fahrzeugklasse | Produktion |
| --------- | -------------- | ---------- |
| XC Barina | Kleinwagen     | 2001–2005  |

| Modell    | Fahrzeugklasse | Produktion |
| --------- | -------------- | ---------- |
| TK Barina | Kleinwagen     | 2005–2011  |

| Modell       | Fahrzeugklasse            | Produktion |
| ------------ | ------------------------- | ---------- |
| Barina Spark | Kleinwagen / Global Mini  | 2011–jetzt |
| Barina       | Kleinwagen / Global Gamma | 2012–jetzt |

Den Holden Barina (Opel Corsa/Vauxhall Corsa) gibt es in Australien und Neuseeland noch als C-Modell (siehe Foto).

## Holden Belmont

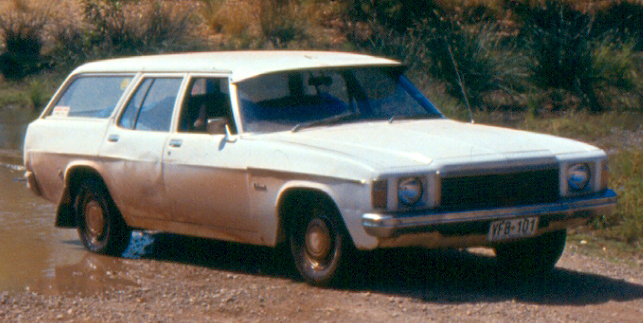
Holden HJ Belmont

| Modell     | Fahrzeugklasse | Produktion |
| ---------- | -------------- | ---------- |
| HK Belmont | Großes Auto    | 1968–1969  |
| HT Belmont | Großes Auto    | 1969–1970  |
| HG Belmont | Großes Auto    | 1970–1971  |

| Modell     | Fahrzeugklasse | Produktion |
| ---------- | -------------- | ---------- |
| HQ Belmont | Großes Auto    | 1971–1974  |
| HJ Belmont | Großes Auto    | 1974–1976  |
| HX Belmont | Großes Auto    | 1976–1977  |

## Holden Brougham

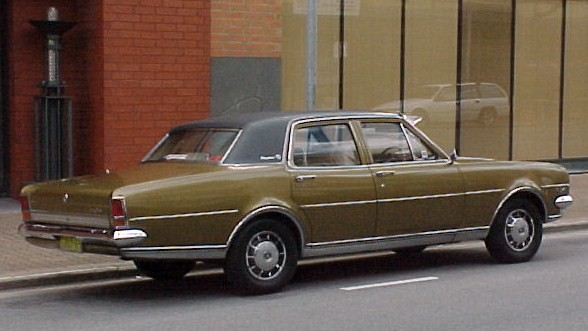
Holden Brougham

| Modell      | Fahrzeugklasse | Produktion |
| ----------- | -------------- | ---------- |
| HK Brougham | Großes Auto    | 1968–1969  |
| HT Brougham | Großes Auto    | 1969–1970  |
| HG Brougham | Großes Auto    | 1970–1971  |

## Holden Calais
| Modell    | Fahrzeugklasse | Produktion |
| --------- | -------------- | ---------- |
| VT Calais | Großes Auto    | 1999–2000  |

| Modell    | Fahrzeugklasse | Produktion |
| --------- | -------------- | ---------- |
| VX Calais | Großes Auto    | 2000–2002  |

| Modell    | Fahrzeugklasse | Produktion |
| --------- | -------------- | ---------- |
| VY Calais | Großes Auto    | 2003–2004  |

| Modell    | Fahrzeugklasse | Produktion |
| --------- | -------------- | ---------- |
| VZ Calais | Großes Auto    | 2004–2006  |

| Modell    | Fahrzeugklasse | Produktion |
| --------- | -------------- | ---------- |
| VE Calais | Großes Auto    | 2007–jetzt |

## Holden Calibra
| Modell     | Fahrzeugklasse | Produktion |
| ---------- | -------------- | ---------- |
| YE Calibra | Sportwagen     | 1991–1997  |

## Holden Camira
| Modell    | Fahrzeugklasse    | Produktion |
| --------- | ----------------- | ---------- |
| JB Camira | Mittelgroßes Auto | 1982–1985  |
| JD Camira | Mittelgroßes Auto | 1985–1987  |
| JE Camira | Mittelgroßes Auto | 1987–1989  |

## Holden Caprice
| Modell     | Fahrzeugklasse | Produktion |
| ---------- | -------------- | ---------- |
| HJ Caprice | Großes Auto    | 1974–1976  |
| HX Caprice | Großes Auto    | 1976–1978  |
| HZ Caprice | Großes Auto    | 1978–1980  |
| WB Caprice | Großes Auto    | 1980–1985  |

| Modell     | Fahrzeugklasse | Produktion |
| ---------- | -------------- | ---------- |
| VQ Caprice | Großes Auto    | 1990–1994  |
| VR Caprice | Großes Auto    | 1994–1995  |
| VS Caprice | Großes Auto    | 1995–1999  |

| Modell     | Fahrzeugklasse | Produktion |
| ---------- | -------------- | ---------- |
| WH Caprice | Großes Auto    | 1999–2003  |
| WK Caprice | Großes Auto    | 2003–2004  |
| WL Caprice | Großes Auto    | 2004–2006  |

| Modell     | Fahrzeugklasse | Produktion |
| ---------- | -------------- | ---------- |
| WM Caprice | Großes Auto    | 2006–jetzt |

## Holden Captiva
(basiert auf Daewoo Captiva)
| Modell                   | Fahrzeugklasse | Produktion |
| ------------------------ | -------------- | ---------- |
| Captiva / Captiva 7      | Softroader     | 2006–jetzt |
| Captiva Maxx / Captiva 5 | Softroader     | 2006–jetzt |

## Holden Colorado

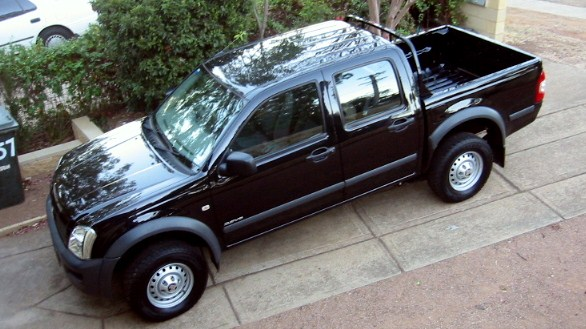
Holden Colorado

(basiert auf Isuzu TF/Isuzu D-Max und löst den RA Rodeo ab.)
| Modell   | Fahrzeugklasse | Produktion |
| -------- | -------------- | ---------- |
| Colorado | Pick-up        | 2009-jetzt |

## Holden Combo
| Modell   | Fahrzeugklasse | Produktion |
| -------- | -------------- | ---------- |
| SB Combo | Hochdachkombi  | 1996–2002  |

| Modell   | Fahrzeugklasse | Produktion |
| -------- | -------------- | ---------- |
| XC Combo | Hochdachkombi  | 2002–jetzt |

## Holden Commodore

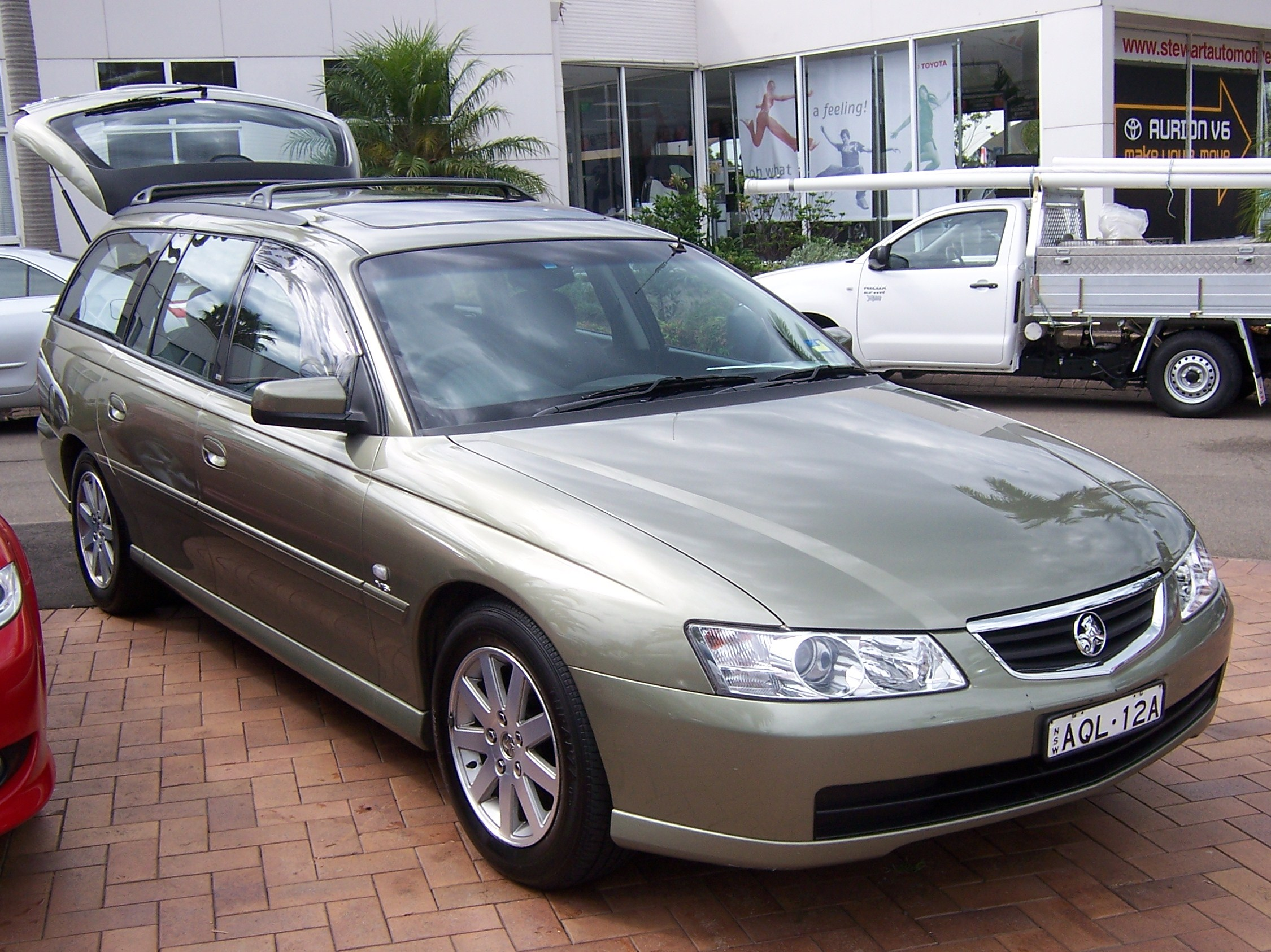
Holden VY Berlina

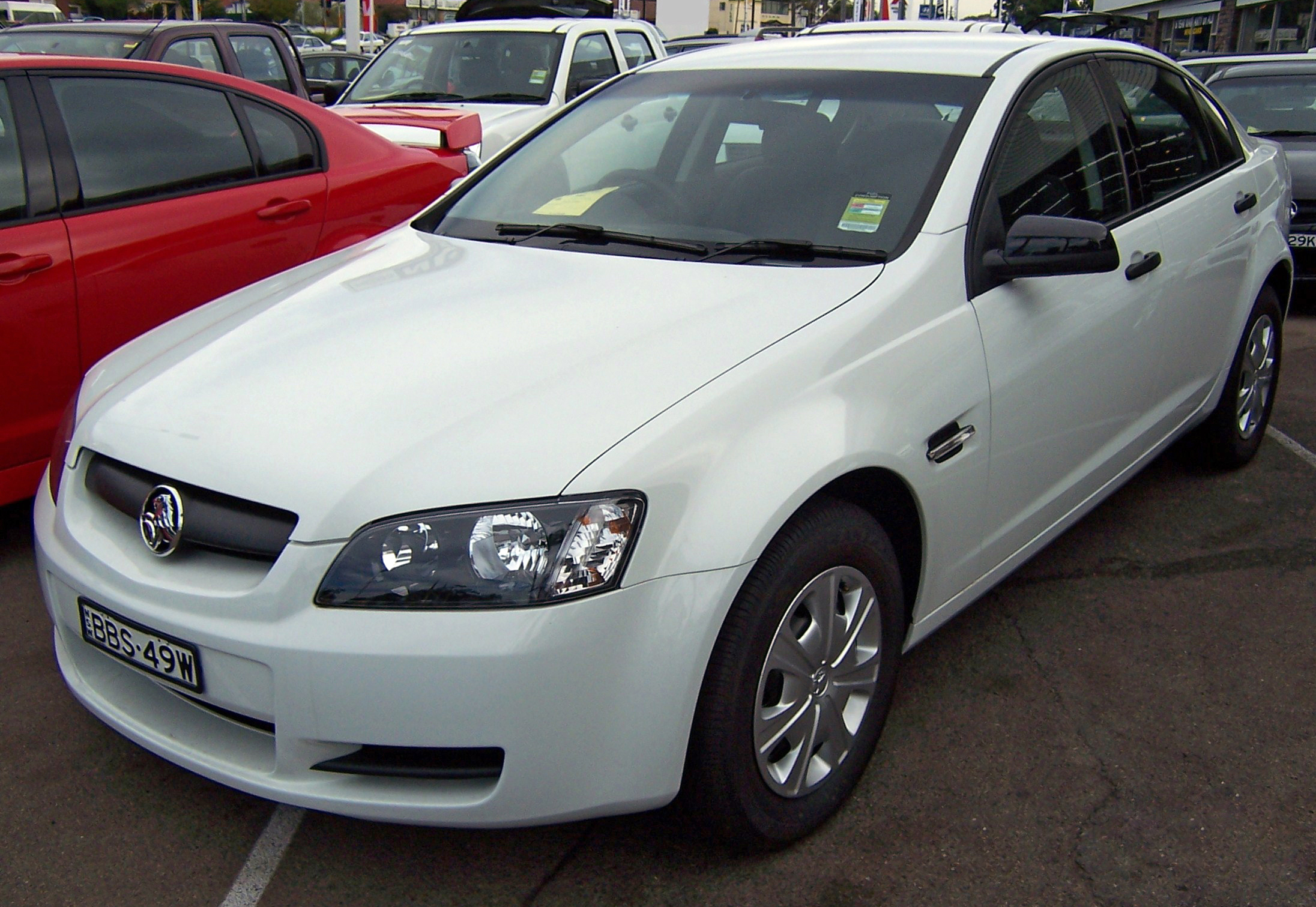
Holden VE Commodore

| Modell       | Fahrzeugklasse     | Produktion |
| ------------ | ------------------ | ---------- |
| VB Commodore | obere Mittelklasse | 1978–1980  |
| VC Commodore | obere Mittelklasse | 1980–1981  |
| VH Commodore | obere Mittelklasse | 1981–1984  |
| VK Commodore | obere Mittelklasse | 1984–1986  |
| VL Commodore | obere Mittelklasse | 1986–1988  |

| Modell       | Fahrzeugklasse     | Produktion |
| ------------ | ------------------ | ---------- |
| VN Commodore | obere Mittelklasse | 1988–1991  |
| VP Commodore | obere Mittelklasse | 1991–1993  |
| VR Commodore | obere Mittelklasse | 1993–1995  |
| VS Commodore | obere Mittelklasse | 1995–1997  |

| Modell       | Fahrzeugklasse     | Produktion |
| ------------ | ------------------ | ---------- |
| VT Commodore | obere Mittelklasse | 1997–2000  |
| VX Commodore | obere Mittelklasse | 2000–2002  |
| VY Commodore | obere Mittelklasse | 2002–2004  |
| VZ Commodore | obere Mittelklasse | 2004–jetzt |

| Modell       | Fahrzeugklasse     | Produktion |
| ------------ | ------------------ | ---------- |
| VE Commodore | obere Mittelklasse | 2006–jetzt |

## Holden Crewman

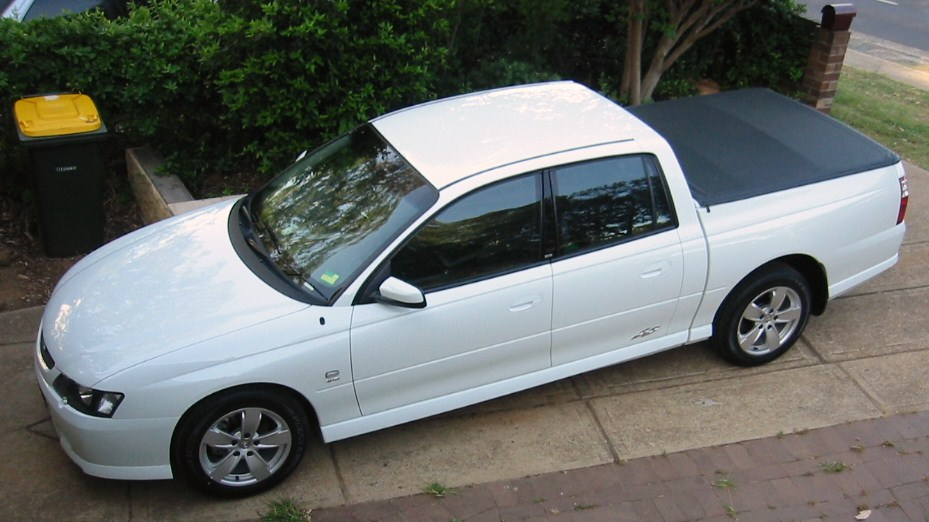
Holden VY Crewman

| Modell     | Fahrzeugklasse | Produktion |
| ---------- | -------------- | ---------- |
| VY Crewman | Großes Auto    | 2003–2004  |
| VZ Crewman | Großes Auto    | 2004–jetzt |

## Holden Cruze
| Modell   | Fahrzeugklasse | Produktion |
| -------- | -------------- | ---------- |
| YG Cruze | Kleiner SUV    | 2002–2006  |

| Modell | Fahrzeugklasse    | Produktion |
| ------ | ----------------- | ---------- |
| Cruze  | Mittelgroßes Auto | 2010 -     |

## Holden Drover
| Modell    | Fahrzeugklasse | Produktion |
| --------- | -------------- | ---------- |
| QB Drover | Kleiner SUV    | 1985–1987  |

## Holden Epica
(basiert auf Chevrolet Epica)
| Modell     | Fahrzeugklasse    | Produktion |
| ---------- | ----------------- | ---------- |
| V250 Epica | Mittelgroßes Auto | 2007–jetzt |

## Holden Frontera
| Modell      | Fahrzeugklasse | Produktion |
| ----------- | -------------- | ---------- |
| UT Frontera | Kleiner SUV    | 1995–1999  |
| UE Frontera | Kleiner SUV    | 1999–2002  |

## Holden Gemini
| Modell    | Fahrzeugklasse | Produktion |
| --------- | -------------- | ---------- |
| TX Gemini | Kleinwagen     | 1975–1977  |
| TC Gemini | Kleinwagen     | 1977–1978  |
| TD Gemini | Kleinwagen     | 1978–1979  |

| Modell    | Fahrzeugklasse | Produktion |
| --------- | -------------- | ---------- |
| TE Gemini | Kleinwagen     | 1979–1982  |
| TF Gemini | Kleinwagen     | 1982–1983  |
| TG Gemini | Kleinwagen     | 1983–1985  |

| Modell    | Fahrzeugklasse | Produktion |
| --------- | -------------- | ---------- |
| RB Gemini | Kleinwagen     | 1985–1987  |

## Holden Jackaroo
| Modell         | Fahrzeugklasse | Produktion |
| -------------- | -------------- | ---------- |
| UBS-1 Jackaroo | Großer SUV     | 1981–1983  |
| UBS-1 Jackaroo | Großer SUV     | 1983–1984  |

| Modell         | Fahrzeugklasse | Produktion |
| -------------- | -------------- | ---------- |
| UBS-1 Jackaroo | Großer SUV     | 1984–1987  |
| UBS-1 Jackaroo | Großer SUV     | 1987–1992  |

| Modell         | Fahrzeugklasse | Produktion |
| -------------- | -------------- | ---------- |
| UBS-2 Jackaroo | Großer SUV     | 1992–1999  |
| UBS-2 Jackaroo | Großer SUV     | 1999–2001  |
| UBS-2 Jackaroo | Großer SUV     | 2001–2003  |

## Holden Kingswood
| Modell       | Fahrzeugklasse | Produktion |
| ------------ | -------------- | ---------- |
| HK Kingswood | Großes Auto    | 1968–1969  |
| HT Kingswood | Großes Auto    | 1969–1970  |
| HG Kingswood | Großes Auto    | 1970–1971  |

| Modell            | Fahrzeugklasse | Produktion |
| ----------------- | -------------- | ---------- |
| HQ Kingswood      | Großes Auto    | 1971–1974  |
| HJ Kingswood      | Großes Auto    | 1974–1976  |
| HX Kingswood      | Großes Auto    | 1976–1977  |
| HZ Kingswood / SL | Großes Auto    | 1977–1979  |

## Holden Malibu
| Modell | Fahrzeugklasse               | Produktion |
| ------ | ---------------------------- | ---------- |
| Malibu | Großes Auto / Global Epsilon | 2013–      |

## Holden Monaro
| Modell    | Fahrzeugklasse | Produktion |
| --------- | -------------- | ---------- |
| HK Monaro | Muscle-Car     | 1968–1969  |
| HT Monaro | Muscle-Car     | 1969–1970  |
| HG Monaro | Muscle-Car     | 1970–1971  |

| Modell                   | Fahrzeugklasse | Produktion |
| ------------------------ | -------------- | ---------- |
| HQ Monaro                | Muscle-Car     | 1971–1974  |
| HJ Monaro                | Muscle-Car     | 1974–1976  |
| HX LE Coupé / GTS 4-door | Muscle-Car     | 1976–1976  |
| HZ GTS 4-door            | Muscle-Car     | 1977–1979  |

| Modell    | Fahrzeugklasse | Produktion |
| --------- | -------------- | ---------- |
| V2 Monaro | Muscle-Car     | 2001–2004  |
| VZ Monaro | Muscle-Car     | 2004–2005  |

## Holden Nova

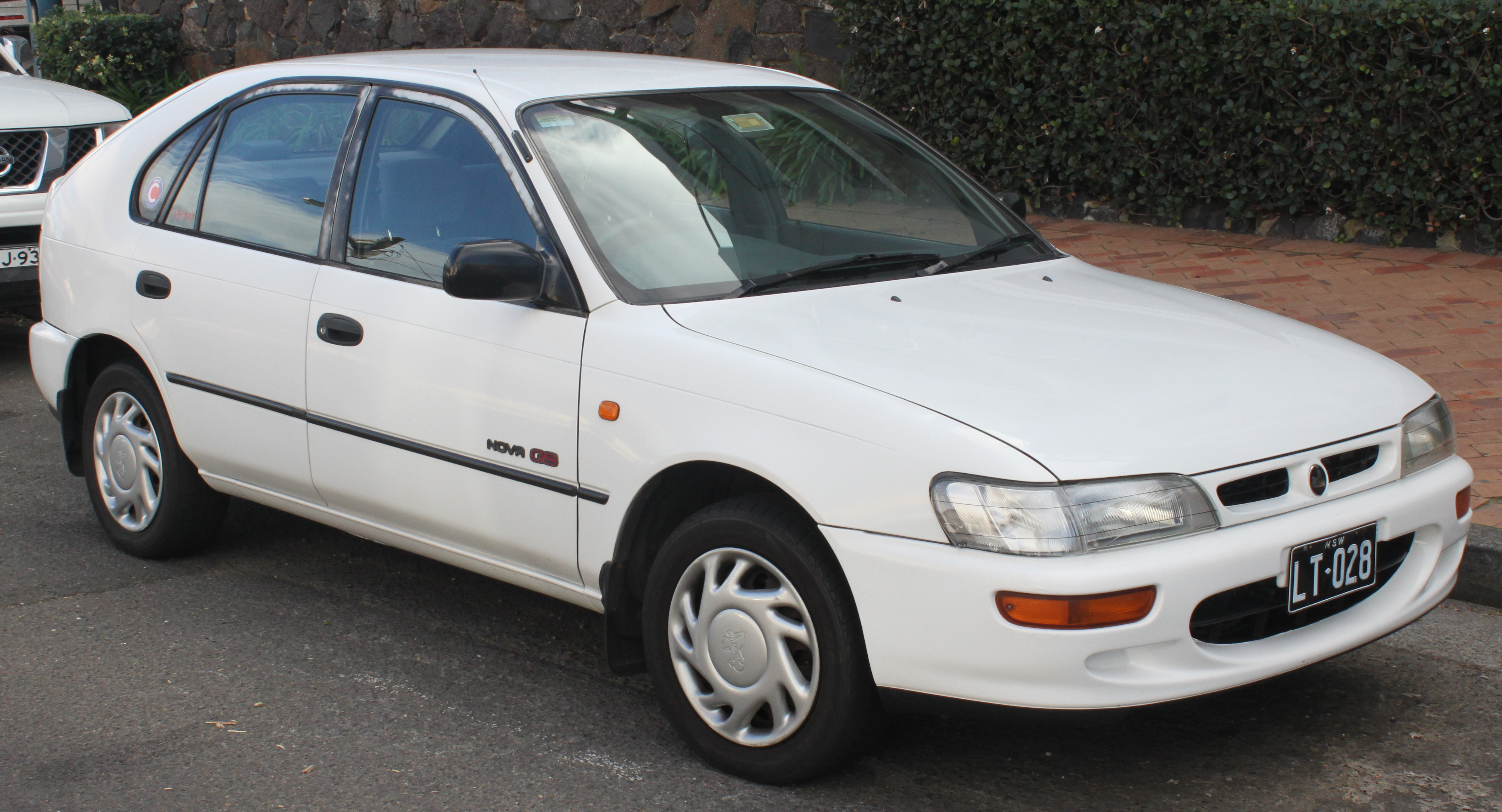
Holden LG Nova

| Modell  | Fahrzeugklasse | Produktion |
| ------- | -------------- | ---------- |
| LE Nova | Kompaktklasse  | 1989–1991  |
| LF Nova | Kompaktklasse  | 1991–1994  |

| Modell  | Fahrzeugklasse | Produktion |
| ------- | -------------- | ---------- |
| LG Nova | Kompaktklasse  | 1994–1996  |

## Holden One Tonner

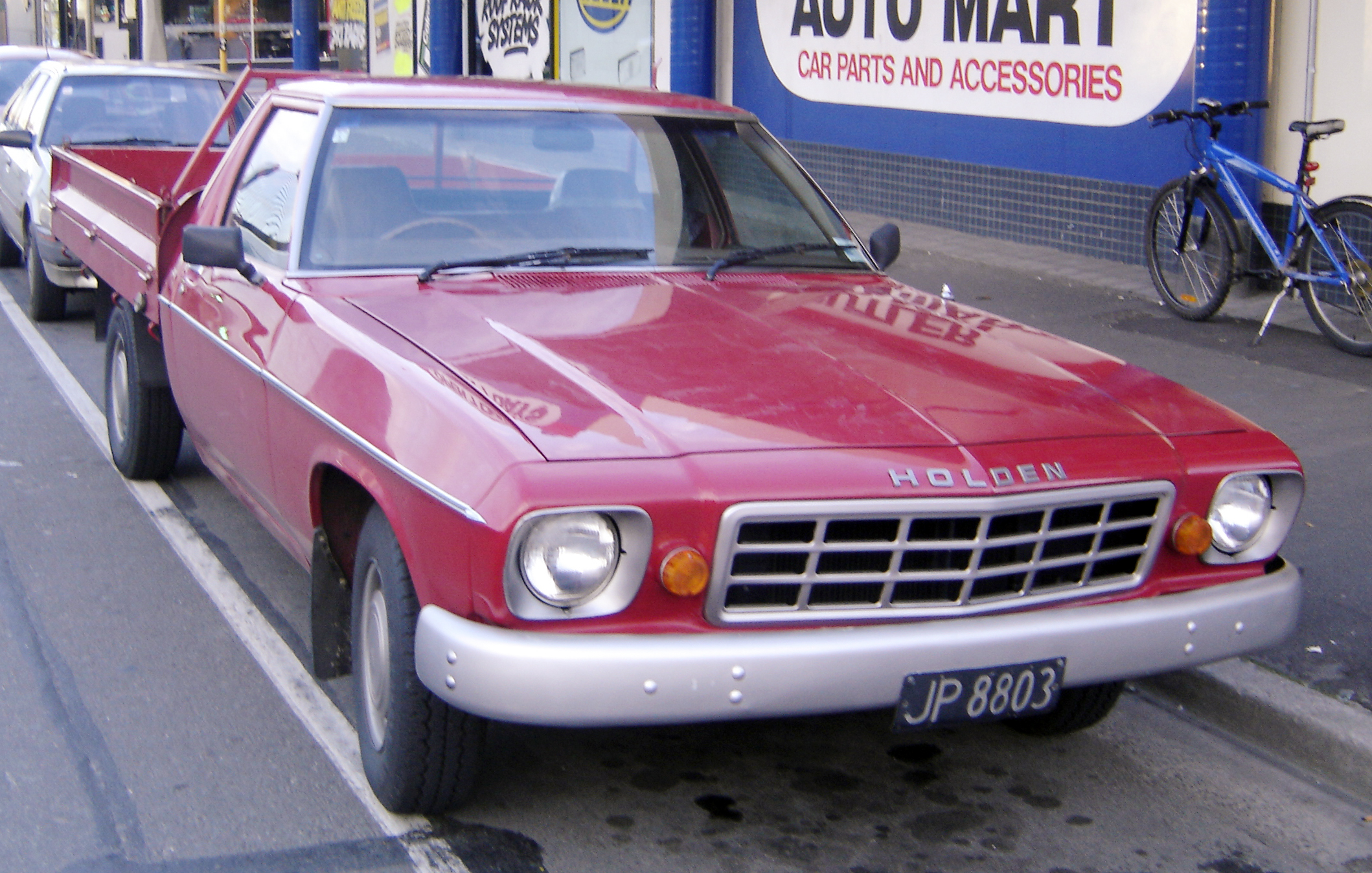
Holden HZ One Tonner

| Modell        | Fahrzeugklasse | Produktion |
| ------------- | -------------- | ---------- |
| HQ One Tonner | Großes Auto    | 1971–1974  |
| HJ One Tonner | Großes Auto    | 1974–1976  |
| HX One Tonner | Großes Auto    | 1976–1977  |
| HZ One Tonner | Großes Auto    | 1977–1980  |
| WB One Tonner | Großes Auto    | 1980–1985  |

| Modell        | Fahrzeugklasse | Produktion |
| ------------- | -------------- | ---------- |
| VY One Tonner | Großes Auto    | 2003–2004  |
| VZ One Tonner | Großes Auto    | 2004–2006  |

## Holden Piazza
| Modell    | Fahrzeugklasse    | Produktion |
| --------- | ----------------- | ---------- |
| YB Piazza | Kompaktsportwagen | 1986–1987  |

## Holden Premier

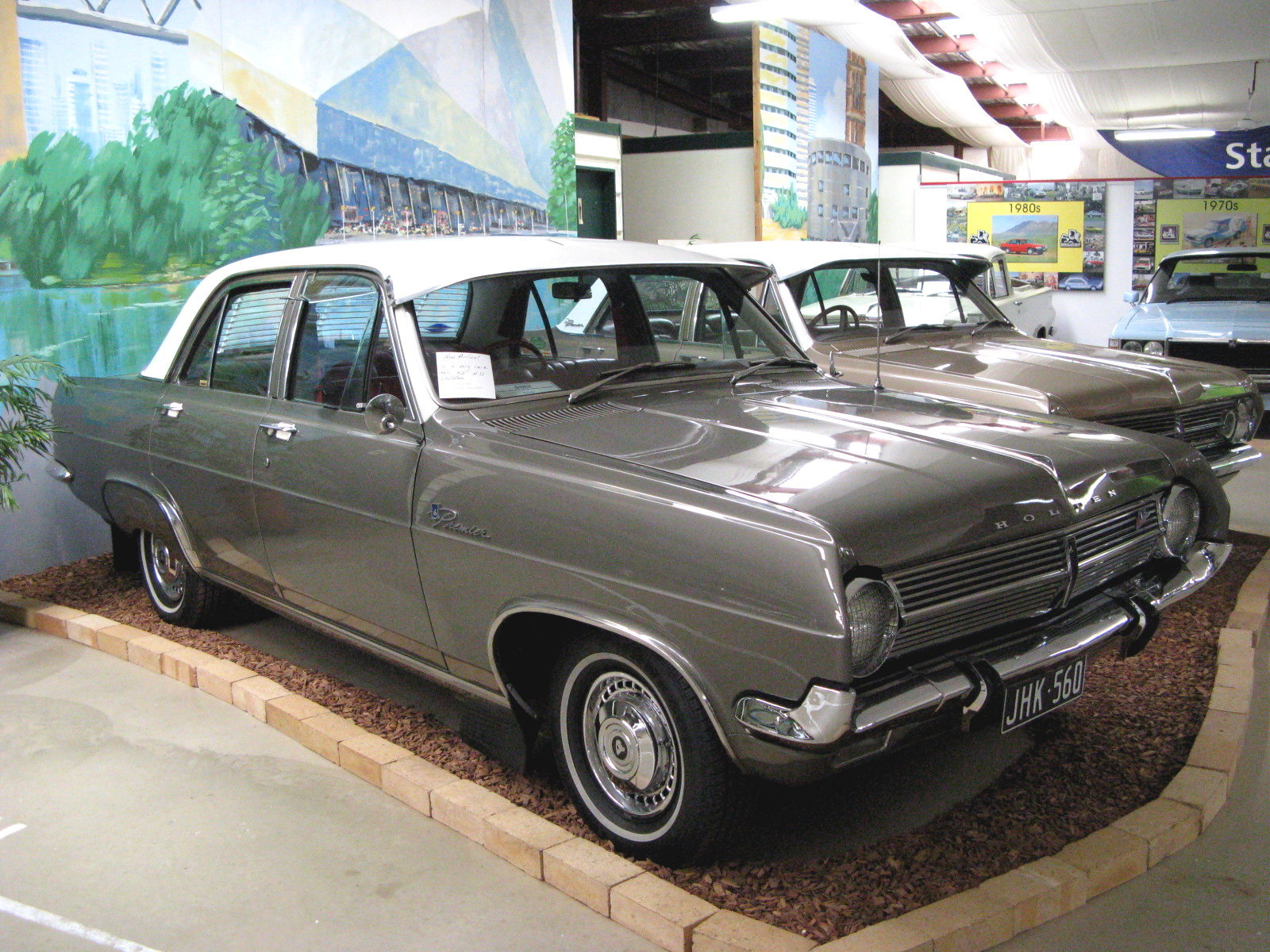
Holden HD Premier

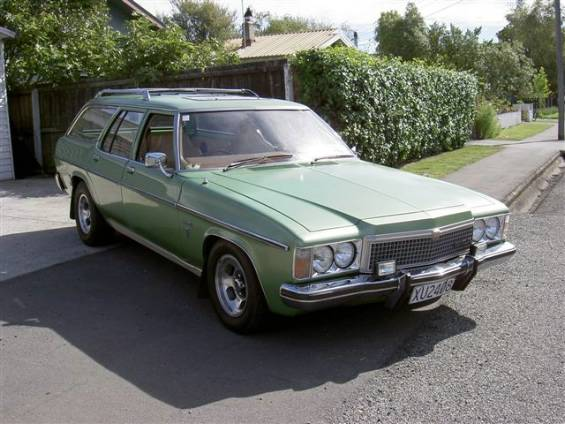
Holden HZ Premier

| Modell     | Fahrzeugklasse | Produktion |
| ---------- | -------------- | ---------- |
| EJ Premier | Großes Auto    | 1962–1963  |
| EH Premier | Großes Auto    | 1963–1965  |

| Modell     | Fahrzeugklasse | Produktion |
| ---------- | -------------- | ---------- |
| HD Premier | Großes Auto    | 1965–1966  |
| HR Premier | Großes Auto    | 1966–1968  |

| Modell     | Fahrzeugklasse | Produktion |
| ---------- | -------------- | ---------- |
| HK Premier | Großes Auto    | 1968–1969  |
| HT Premier | Großes Auto    | 1969–1970  |
| HG Premier | Großes Auto    | 1970–1971  |

| Modell     | Fahrzeugklasse | Produktion |
| ---------- | -------------- | ---------- |
| HQ Premier | Großes Auto    | 1971–1974  |
| HJ Premier | Großes Auto    | 1974–1976  |
| HX Premier | Großes Auto    | 1976–1977  |
| HZ Premier | Großes Auto    | 1977–1980  |

## Holden Rodeo

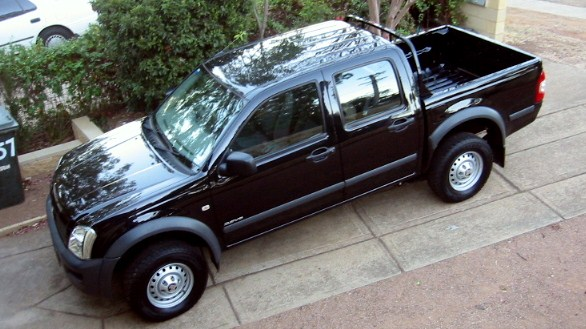
Holden RA Rodeo

(basiert auf Isuzu TF/Isuzu D-Max)
| Modell   | Fahrzeugklasse | Produktion |
| -------- | -------------- | ---------- |
| KB Rodeo | Pick-up        | 1981–1988  |

| Modell   | Fahrzeugklasse | Produktion |
| -------- | -------------- | ---------- |
| TF Rodeo | Pick-up        | 1988–1998  |

| Modell   | Fahrzeugklasse | Produktion |
| -------- | -------------- | ---------- |
| RA Rodeo | Pick-up        | 2003–2009  |

## Holden Sandman

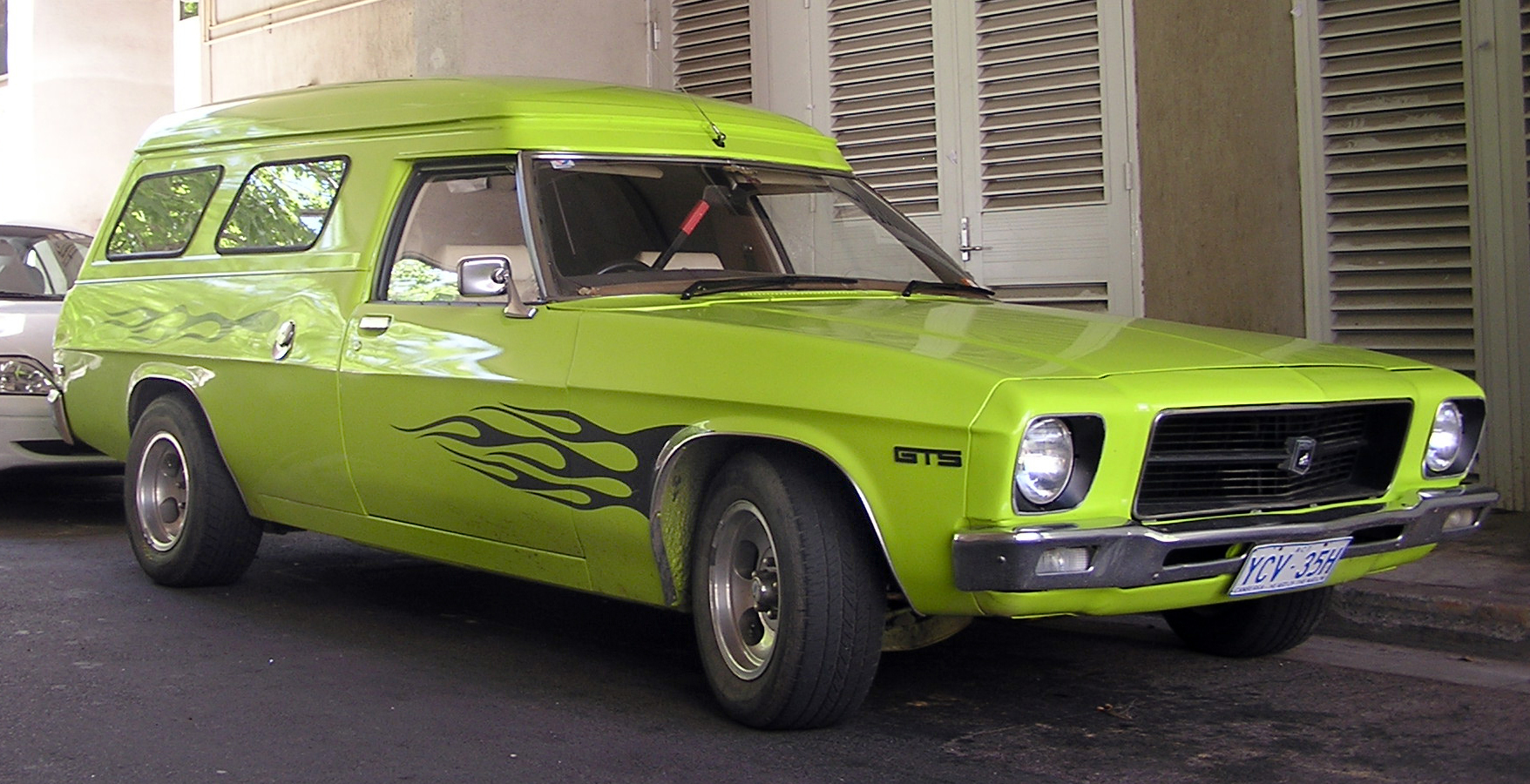
Holden HQ Sandman

| Modell     | Fahrzeugklasse | Produktion |
| ---------- | -------------- | ---------- |
| HQ Sandman | Muscle-Car     | 1971–1974  |
| HJ Sandman | Muscle-Car     | 1974–1976  |
| HX Sandman | Muscle-Car     | 1976–1976  |
| HZ Sandman | Muscle-Car     | 1977–1979  |

## Holden Scurry
(basiert auf Suzuki Carry)
| Modell    | Fahrzeugklasse | Produktion |
| --------- | -------------- | ---------- |
| NB Scurry | Van            | 1985–1986  |

## Holden Shuttle
(basiert auf Isuzu Fargo)
| Modell      | Fahrzeugklasse | Produktion |
| ----------- | -------------- | ---------- |
| WFR Shuttle | Van            | 1982–1990  |

## Holden Special

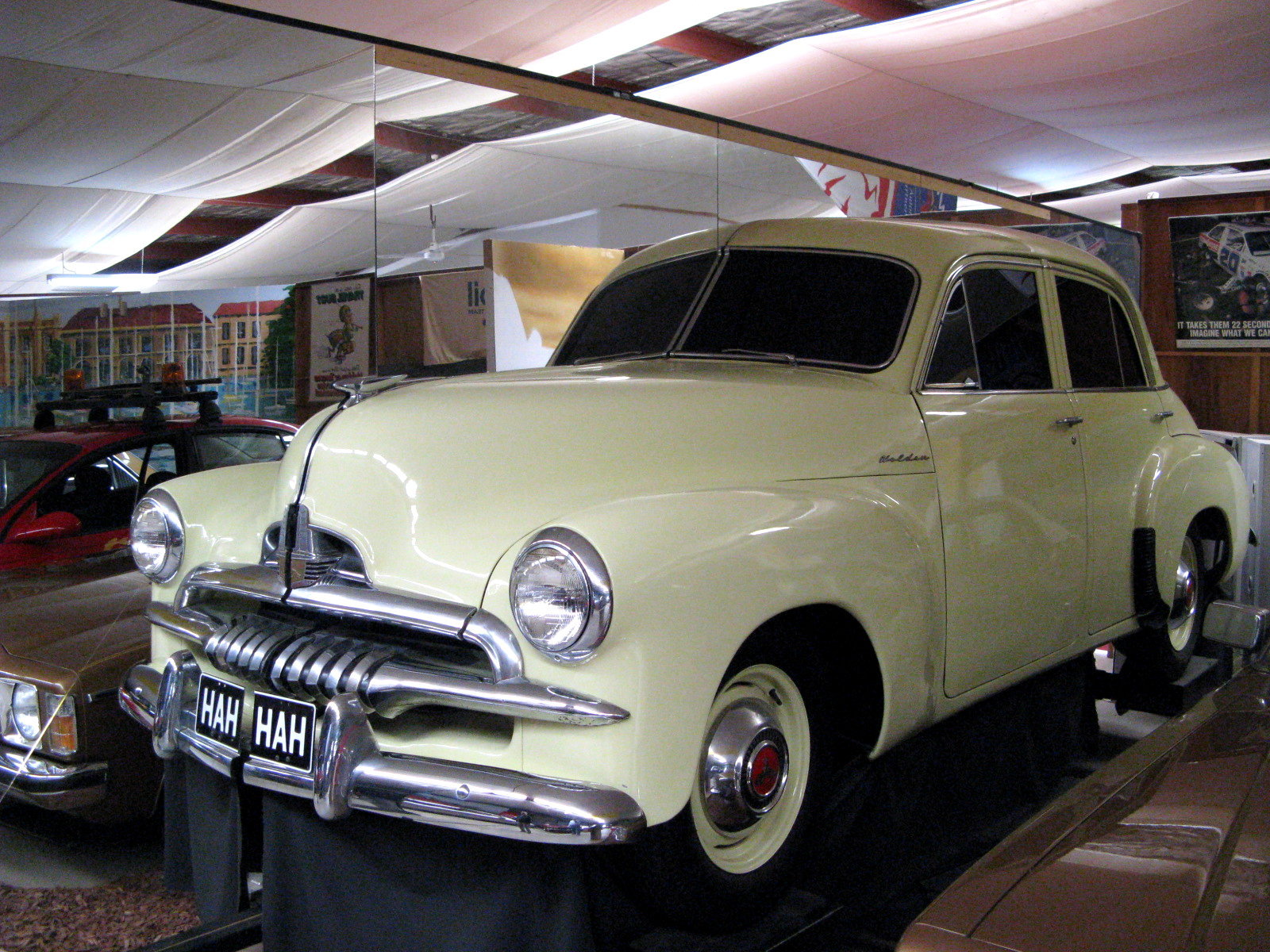
Holden FJ Special

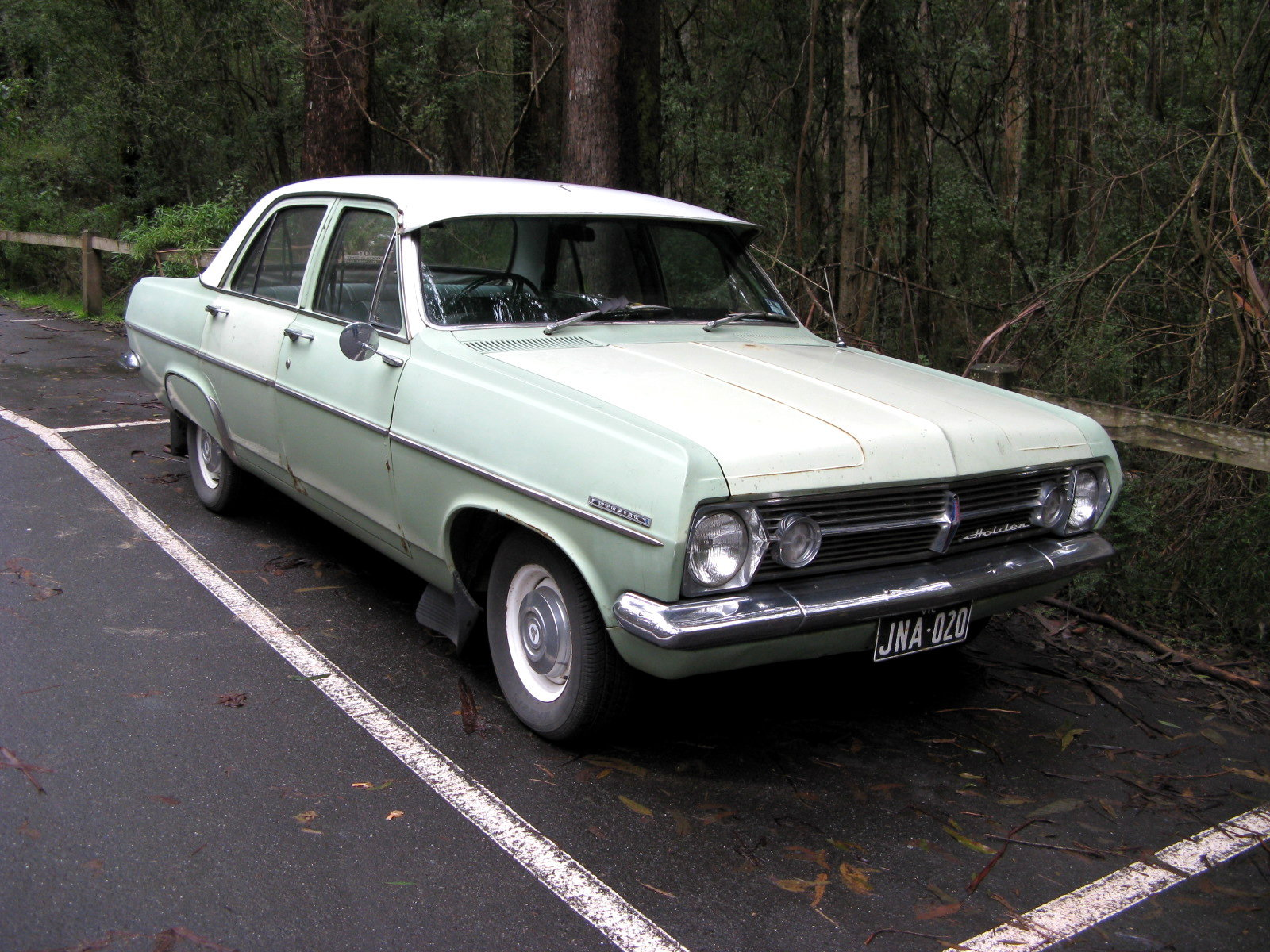
Holden HR Special

| Modell     | Fahrzeugklasse | Produktion |
| ---------- | -------------- | ---------- |
| FJ Special | Großes Auto    | 1954–1956  |

| Modell     | Fahrzeugklasse | Produktion |
| ---------- | -------------- | ---------- |
| FE Special | Großes Auto    | 1956–1958  |
| FC Special | Großes Auto    | 1958–1960  |

| Modell     | Fahrzeugklasse | Produktion |
| ---------- | -------------- | ---------- |
| FB Special | Großes Auto    | 1960–1961  |
| EK Special | Großes Auto    | 1961–1962  |

| Modell     | Fahrzeugklasse | Produktion |
| ---------- | -------------- | ---------- |
| EJ Special | Großes Auto    | 1962–1963  |
| EH Special | Großes Auto    | 1963–1965  |

| Modell     | Fahrzeugklasse | Produktion |
| ---------- | -------------- | ---------- |
| HD Special | Großes Auto    | 1965–1966  |
| HR Special | Großes Auto    | 1966–1968  |

## Holden Standard

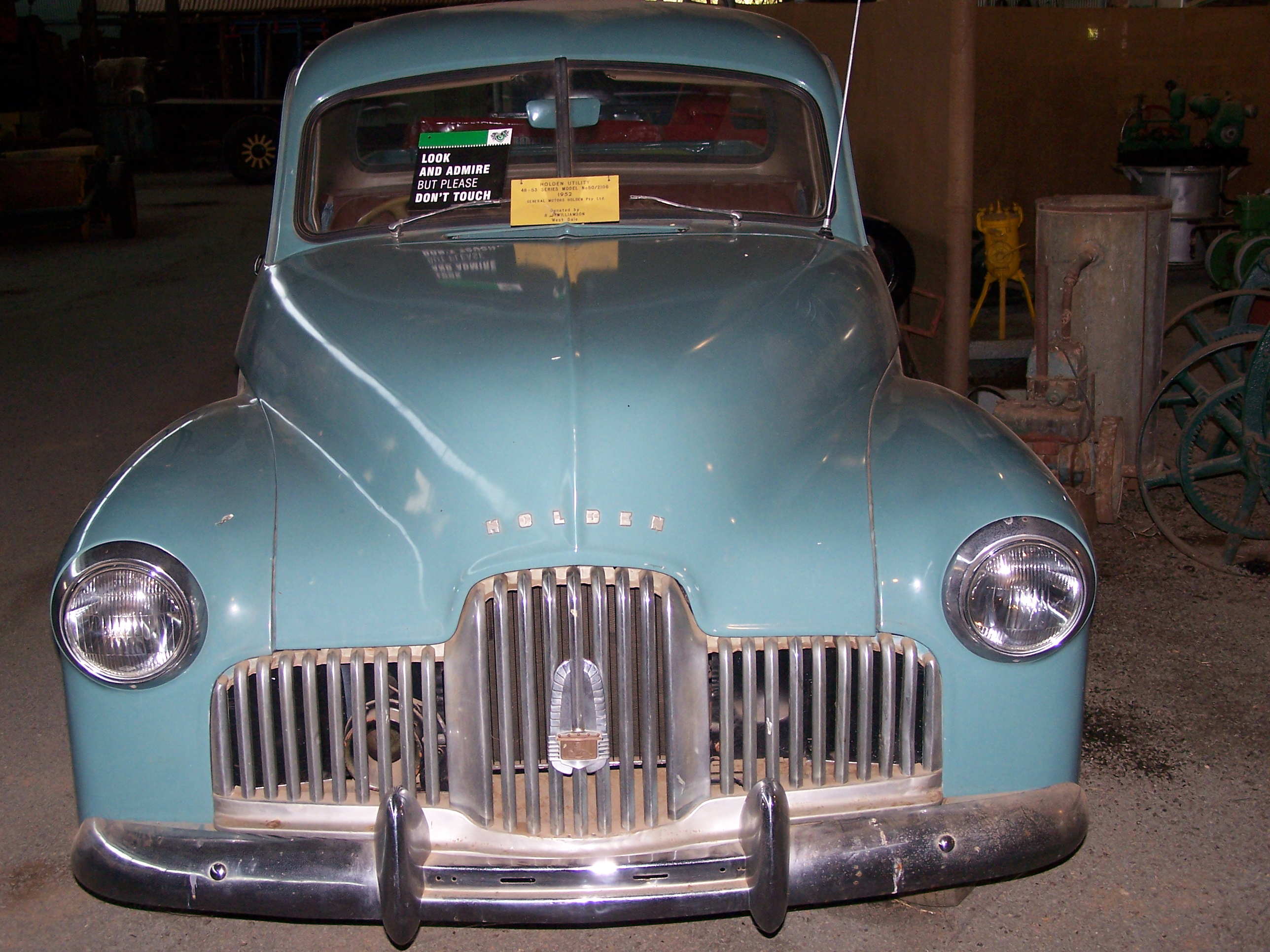
Holden FX Standard (48-215)

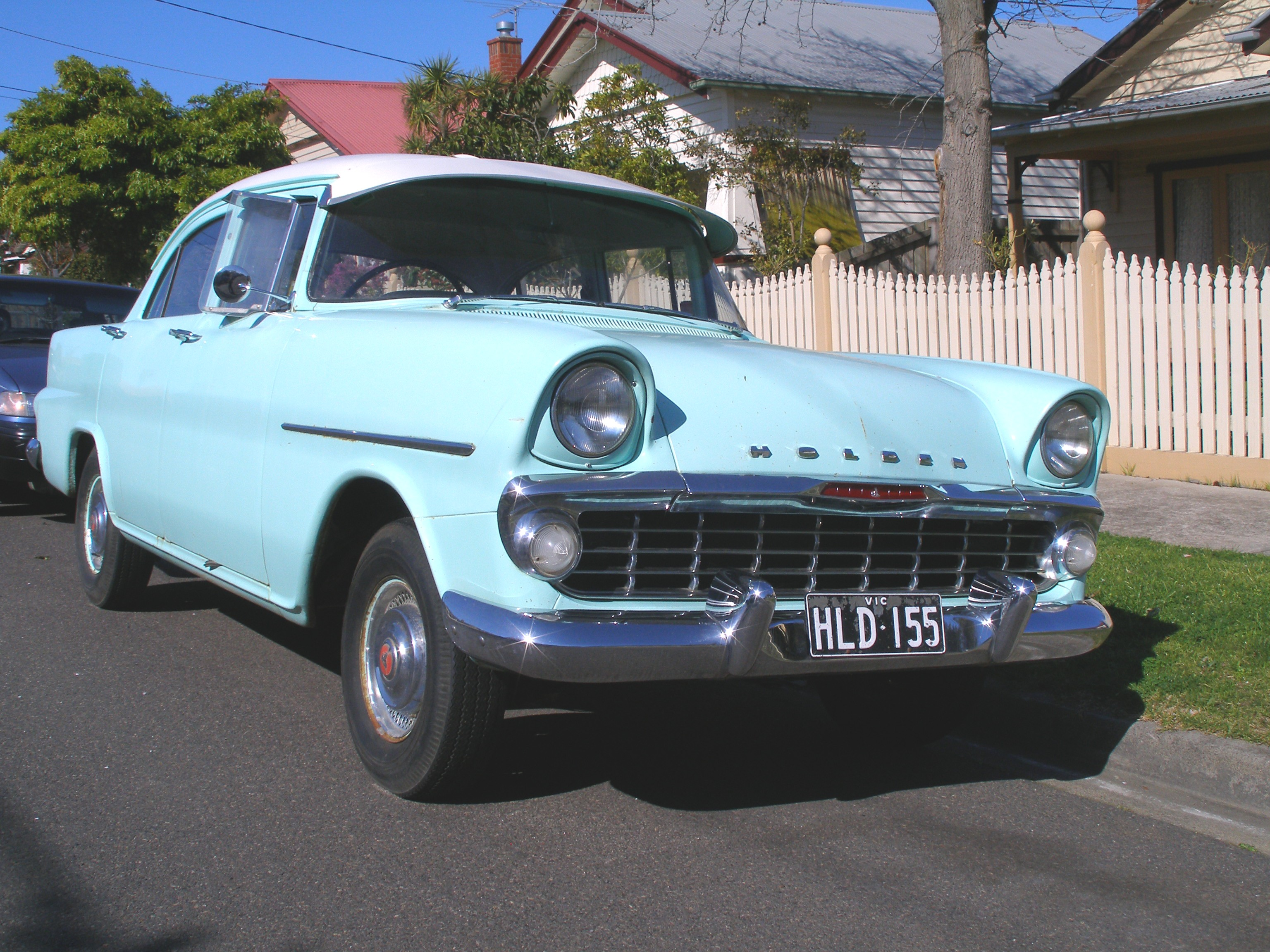
Holden EK Standard

| Modell                       | Fahrzeugklasse | Produktion |
| ---------------------------- | -------------- | ---------- |
| FX Standard (48-215, 48-217) | Großes Auto    | 1948–1953  |
| FJ Standard                  | Großes Auto    | 1953–1956  |

| Modell      | Fahrzeugklasse | Produktion |
| ----------- | -------------- | ---------- |
| FE Standard | Großes Auto    | 1956–1958  |
| FC Standard | Großes Auto    | 1958–1960  |

| Modell      | Fahrzeugklasse | Produktion |
| ----------- | -------------- | ---------- |
| FB Standard | Großes Auto    | 1960–1961  |
| EK Standard | Großes Auto    | 1961–1962  |

| Modell      | Fahrzeugklasse | Produktion |
| ----------- | -------------- | ---------- |
| EJ Standard | Großes Auto    | 1962–1963  |
| EH Standard | Großes Auto    | 1963–1965  |

| Modell      | Fahrzeugklasse | Produktion |
| ----------- | -------------- | ---------- |
| HD Standard | Großes Auto    | 1965–1966  |
| HR Standard | Großes Auto    | 1966–1968  |

## Holden Statesman
| Modell       | Fahrzeugklasse | Produktion |
| ------------ | -------------- | ---------- |
| HQ Statesman | Großes Auto    | 1971–1974  |
| HJ Statesman | Großes Auto    | 1974–1976  |
| HX Statesman | Großes Auto    | 1976–1978  |
| HZ Statesman | Großes Auto    | 1978–1980  |
| WB Statesman | Großes Auto    | 1980–1985  |

| Modell       | Fahrzeugklasse | Produktion |
| ------------ | -------------- | ---------- |
| VQ Statesman | Großes Auto    | 1990–1994  |
| VR Statesman | Großes Auto    | 1994–1995  |
| VS Statesman | Großes Auto    | 1995–1999  |

| Modell       | Fahrzeugklasse | Produktion |
| ------------ | -------------- | ---------- |
| WH Statesman | Großes Auto    | 1999–2003  |
| WK Statesman | Großes Auto    | 2003–2004  |
| WL Statesman | Großes Auto    | 2004–2006  |

| Modell       | Fahrzeugklasse | Produktion |
| ------------ | -------------- | ---------- |
| WM Statesman | Großes Auto    | 2006–jetzt |

## Holden Suburban

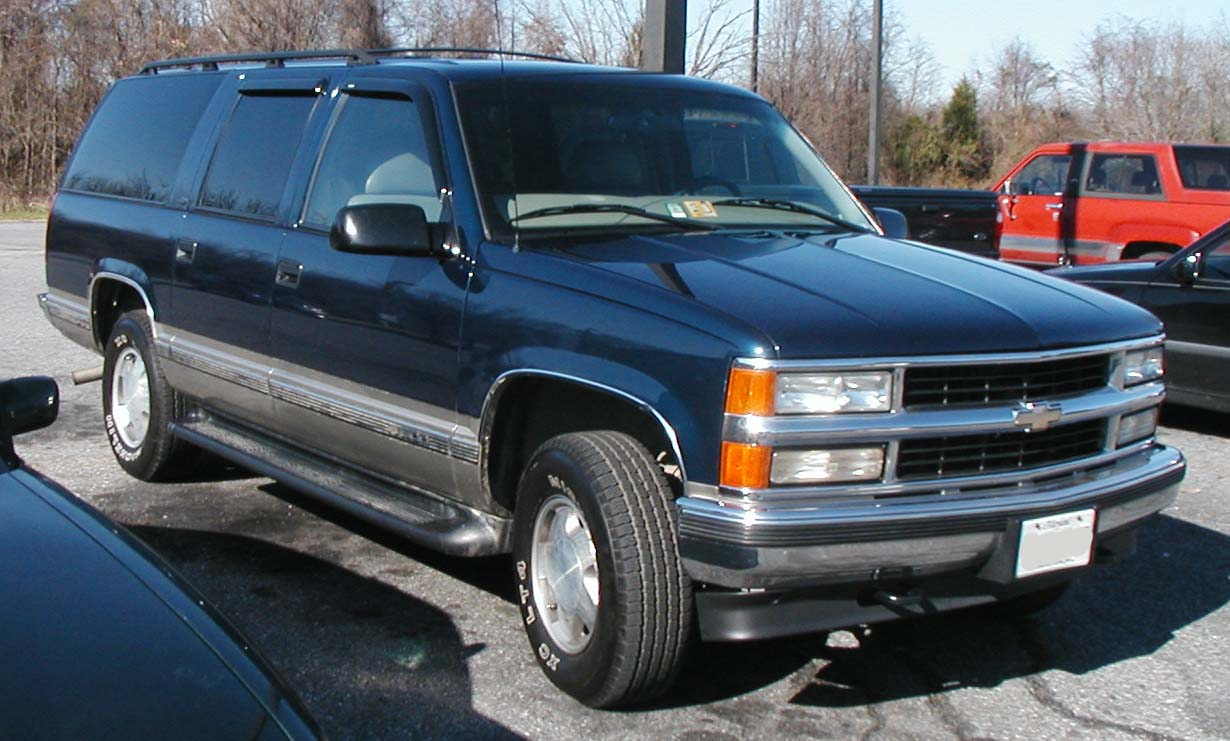
Holden GMT400 Suburban

| Modell          | Fahrzeugklasse | Produktion |
| --------------- | -------------- | ---------- |
| GMT400 Suburban | Großer SUV     | 1998–2000  |

## Holden Sunbird
| Modell     | Fahrzeugklasse | Produktion |
| ---------- | -------------- | ---------- |
| LX Sunbird | Kompaktklasse  | 1976–1978  |
| UC Sunbird | Kompaktklasse  | 1978–1980  |

## Holden Tigra
| Modell   | Fahrzeugklasse | Produktion |
| -------- | -------------- | ---------- |
| XC Tigra | Cabrioverdeck  | 2005–jetzt |

## Holden Torana
| Modell    | Fahrzeugklasse | Produktion |
| --------- | -------------- | ---------- |
| HB Torana | Kompaktklasse  | 1968–1969  |

| Modell    | Fahrzeugklasse | Produktion |
| --------- | -------------- | ---------- |
| LC Torana | Kompaktklasse  | 1969–1972  |
| LJ Torana | Kompaktklasse  | 1972–1974  |
| TA Torana | Kompaktklasse  | 1974–1975  |

| Modell    | Fahrzeugklasse | Produktion |
| --------- | -------------- | ---------- |
| LH Torana | Kompaktklasse  | 1974–1976  |
| LX Torana | Kompaktklasse  | 1976–1978  |
| UC Torana | Kompaktklasse  | 1978–1980  |

## Holden Trax
| Modell | Fahrzeugklasse           | Produktion |
| ------ | ------------------------ | ---------- |
| Trax   | Small SUV / Global Gamma | 2013–      |

## Holden Ute

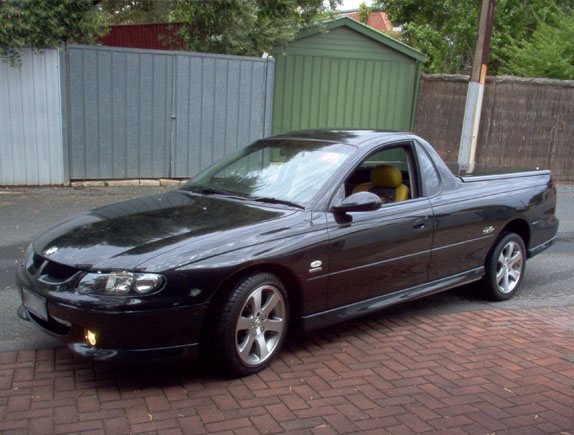
Holden VU Ute

| Modell               | Fahrzeugklasse    | Produktion |
| -------------------- | ----------------- | ---------- |
| FX Utility (50-2106) | Mittelgroßes Auto | 1951–1953  |
| FJ Utility           | Mittelgroßes Auto | 1953–1956  |

| Modell     | Fahrzeugklasse    | Produktion |
| ---------- | ----------------- | ---------- |
| FE Utility | Mittelgroßes Auto | 1956–1958  |
| FC Utility | Mittelgroßes Auto | 1958–1960  |

| Modell     | Fahrzeugklasse    | Produktion |
| ---------- | ----------------- | ---------- |
| FB Utility | Mittelgroßes Auto | 1960–1961  |
| EK Utility | Mittelgroßes Auto | 1961–1962  |

| Modell     | Fahrzeugklasse    | Produktion |
| ---------- | ----------------- | ---------- |
| EJ Utility | Mittelgroßes Auto | 1963–1963  |
| EH Utility | Mittelgroßes Auto | 1963–1965  |

| Modell     | Fahrzeugklasse    | Produktion |
| ---------- | ----------------- | ---------- |
| HD Utility | Mittelgroßes Auto | 1965–1966  |
| HR Utility | Mittelgroßes Auto | 1966–1968  |

| Modell     | Fahrzeugklasse    | Produktion |
| ---------- | ----------------- | ---------- |
| HK Utility | Mittelgroßes Auto | 1968–1969  |
| HT Utility | Mittelgroßes Auto | 1969–1970  |
| HG Utility | Mittelgroßes Auto | 1970–1971  |

| Modell     | Fahrzeugklasse | Produktion |
| ---------- | -------------- | ---------- |
| HQ Utility | Großes Auto    | 1971–1974  |
| HJ Utility | Großes Auto    | 1974–1976  |
| HX Utility | Großes Auto    | 1976–1977  |
| HZ Utility | Großes Auto    | 1977–1980  |
| WB Utility | Großes Auto    | 1980–1985  |

| Modell | Fahrzeugklasse | Produktion |
| ------ | -------------- | ---------- |
| VG Ute | Großes Auto    | 1990–1992  |
| VP Ute | Großes Auto    | 1992–1993  |
| VR Ute | Großes Auto    | 1993–1995  |
| VS Ute | Großes Auto    | 1995–2000  |

| Modell | Fahrzeugklasse | Produktion |
| ------ | -------------- | ---------- |
| VU Ute | Großes Auto    | 2001–2002  |
| VY Ute | Großes Auto    | 2002–2004  |
| VZ Ute | Großes Auto    | 2004–2006  |
| VE Ute | Großes Auto    | 2009–jetzt |

## Holden Vectra
| Modell    | Fahrzeugklasse    | Produktion |
| --------- | ----------------- | ---------- |
| JR Vectra | Mittelgroßes Auto | 1997–1999  |
| JS Vectra | Mittelgroßes Auto | 1999–2003  |

| Modell    | Fahrzeugklasse    | Produktion |
| --------- | ----------------- | ---------- |
| ZC Vectra | Mittelgroßes Auto | 2003–2006  |

## Holden Viva
| Modell  | Fahrzeugklasse | Produktion |
| ------- | -------------- | ---------- |
| JF Viva | Kompaktklasse  | 2005–2009  |

## Holden Volt
| Modell | Fahrzeugklasse                 | Produktion |
| ------ | ------------------------------ | ---------- |
| Volt   | Elektrofahrzeug / Global Delta | 2013–      |

## Holden Zafira
| Modell    | Fahrzeugklasse | Produktion |
| --------- | -------------- | ---------- |
| TT Zafira | Kompaktvan     | 2001–2005  |